# SMS Graf Radetzky (1854)
La SMS Graf Radetzky è stata una fregata a propulsione mista vela-vapore della k.u.k. Kriegsmarine in servizio tra il 1854 e il 1869.

## Storia
La costruzione della fregata lignea SMS Graf Radetzky, fu ordinata presso il cantiere navale britannico Money, Wigram & Sons di Londra nel corso del 1852, e l'unità fu varata il  13 aprile 1854, entrando in servizio effettivo nella k.u.k. Kriegsmarine settembre dello stesso anno. La nave arrivò a Trieste l'11 novembre 1854. Già nel 1859 la nave fu sottoposta a lavori di manutenzione, e nell'autunno del 1860, al comando del capitano di corvetta Wilhelm von Tegetthoff navigò nei mari della Siria. Nel 1864, dopo lo scoppio della seconda guerra dello Schleswig, fece parte della squadra navale del capitano di vascello  von Tegetthoff che fu mandata nel Mare del Nord al fine di forzare il blocco navale decretato dalla Danimarca contro tutti i porti dello Schleswig-Holstein, esteso l'8 marzo successivo a tutti i porti della Prussia.  Insieme alla fregata Schwarzenberg (nave ammiraglia) prese parte alla battaglia di Helgoland, avvenuta il 9 maggio contro la squadra navale danese agli ordini del capitano Edouard Suenson.
Dopo l'inizio della terza guerra d'indipendenza italiana, al comando del capitano di vascello Josef von Aurnhammer, la Graf Radetzky fu assegnata alla seconda divisione (commodoro Anton von Petz) della squadra navale al comando del contrammiraglio von Tegetthoff. Partecipò alla battaglia di Lissa dove fu impegnata contro alcune unità italiane appartenenti alla divisione del contrammiraglio Giovanni Vacca.
La Graf Radetzky andò persa per esplosione interna alle 10:00 del 20 febbraio 1869, al largo dell'isola di Lissa, con la morte di 344 dei 368 uomini dell'equipaggio.
Il relitto della Graf Radetzky fu scoperto da cacciamine della marina croata HRM Korčula nel 2014, e giace alla profondità di 90 m vicino all'isola di Lissa.

### Annotazioni
1. ↑  In tedesco per i nomi delle navi, "SMS" significa Seiner Majestät Schiff ("Nave di Sua Maestà").
2. ↑  La nave fu progettata sul disegno della HMS Tribune.

### Fonti
1. 1 2 3  Chesneau, Kolesni 1979, p. 275.
2. 1 2 3 4 5  Gogg 1974, p. 47.
3. 1 2  Paluba.
4. ↑  Wrecksite.